# 32853 Döbereiner
(32853) Dobereiner, denumire internațională (32853) Döbereiner, este un asteroid din centura principală de asteroizi.

## Descriere
32853 Döbereiner este un asteroid din centura principală de asteroizi. A fost descoperit pe 21 septembrie 1992 la Tautenburg de Freimut Börngen și Lutz Dieter Schmadel. Asteroidul prezintă o orbită caracterizată de o semiaxă mare de 2,54 ua, o excentricitate de 0,09 și o înclinație de 14,2° în raport cu ecliptica.